# Kuća Krune Prijatelja
Kuća Krune Prijatelja u Splitu, Hrvatska, na adresi Kneza Višeslava 24, zaštićeno je kulturno dobro.
Sagrađena je 1932. godine.
Pod oznakom Z-2384 zavedena je kao nepokretno kulturno dobro - pojedinačno, pravna statusa zaštićena kulturnog dobra, klasificiranog kao profana graditeljska baština.